# Эпиграфика Херсонеса

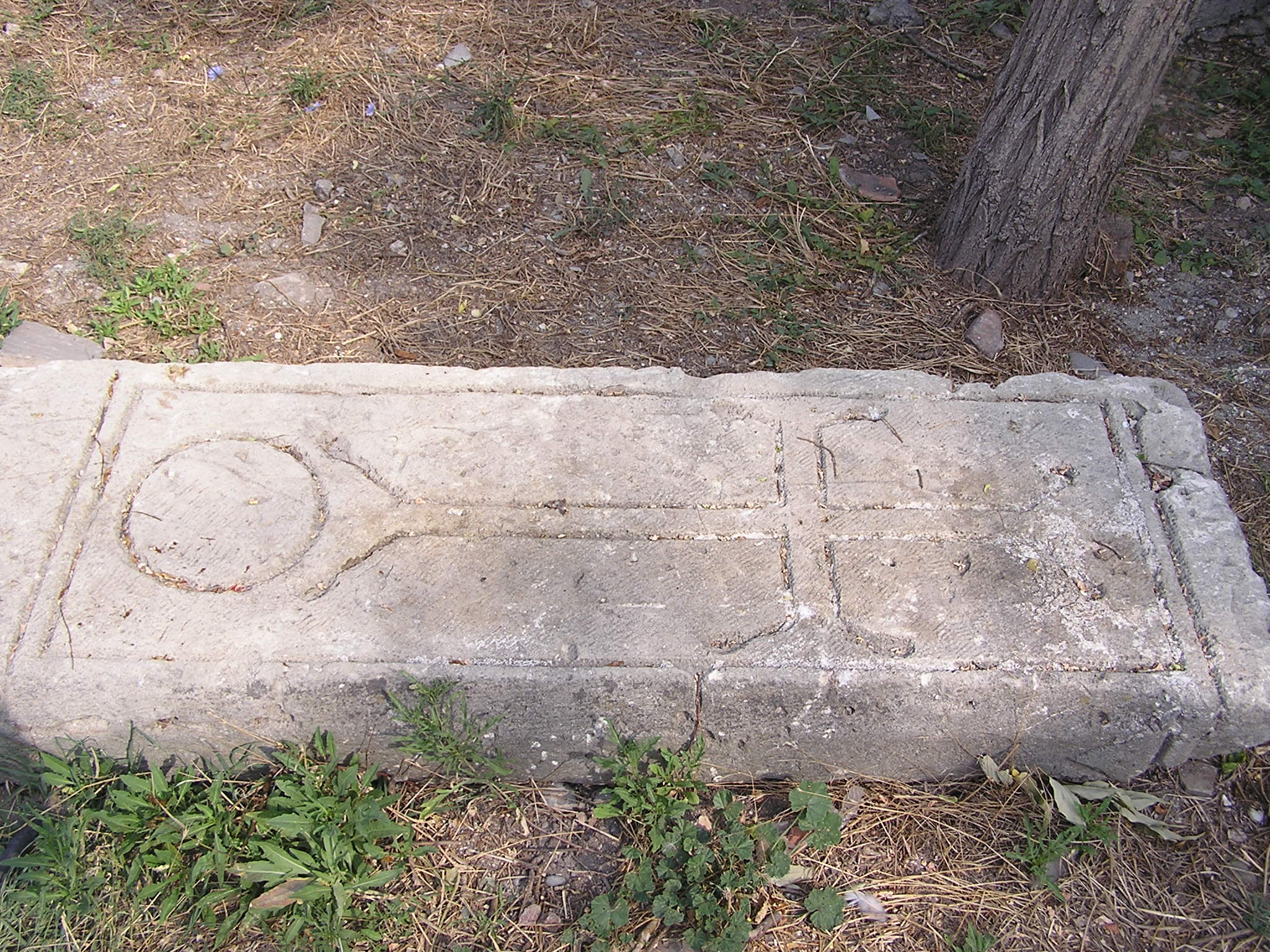
Одна из херсонесских плит

Эпиграфика Херсонеса — около 600 памятников эпиграфического характера, которые были найдены во время археологических раскопок на территории Херсонеса Таврического. Большинство надписей, найденных в Херсонесе, хранятся на территории музея-заповедника и лишь некоторые из них в музеях Москвы и Петербурга.

## История
Первые эпиграфические памятники были найдены в Херсонесе еще в XVIII веке. В 1793 году был найден надмогильник Теагена и его жены Ульпии, а в 1794 году — постамент статуи Агасикла. В середине XIX века уже собралась немалая коллекция эпиграфики Херсонеса. Надписи находили не только случайно, но и во время масштабных археологических раскопок. Особенно много надписей было найдено во время археологических поисков Императорской Археологической комиссии, которые проводились в Херсонесе ежегодно с 1888 по 1915 год.
Карл Казимирович Косцюшко-Валюжинич, который руководил археологическими раскопками, со временем создал музей с отдельным лапидарием, где были выставлены найденные надписи на камне от античных времен до эпохи средневековья.
В 1957 году было восстановлено и обустроено помещение лапидария. Создание лапидария проводилось сотрудниками музея и учёными отдела античной аэрологии и археологии средневековья Института археологии АН УССР. Работой по обустройству лапидария руководила профессор Элла Исааковна Соломоник при участии заведующего фондами музея. М. Гилевич и студентов классических отделений тогдашнего Ленинградского и Львовского университетов.
Древнейшие эпиграфические памятники Херсонеса были созданы в IV—III ст. до н. э Наибольшую и самую разнообразную по своему содержанию коллекцию, выставленную в музее-заповеднике, составляют памятники эллинистического периода. Небольшой раздел лапидария составляют надписи римского периода и периода средневековья.

## Избранные достопримечательности
- Присяга граждан Херсонеса
- Договор о дружбе между Херсонесом и царём Фарнаком
- Основание статуи Диофанта. Мрамор. Конец II в. до н. э. Херсонес. Государственный Эрмитаж, инв. № Х. 1878.1
- Почетный декрет в честь Диофанта, полководца понтийского царя Митридата VI
- Фрагмент декрета о предоставлении Хресту, гражданину Херсонеса, права беспошленной торговли. Херсонес Таврический. III в/ н.э. Одесский археологический музей
- Христос, подающий руку тонущему Петру,  Белый мрамор. Кон. IV–V вв. Некрополь у Карантинной бухты, склеп № 784, раскопки К. К. Косцюшко-Валюжинича. Государственный Эрмитаж, Х.237.[1]

- Постамент статуи Агасикла

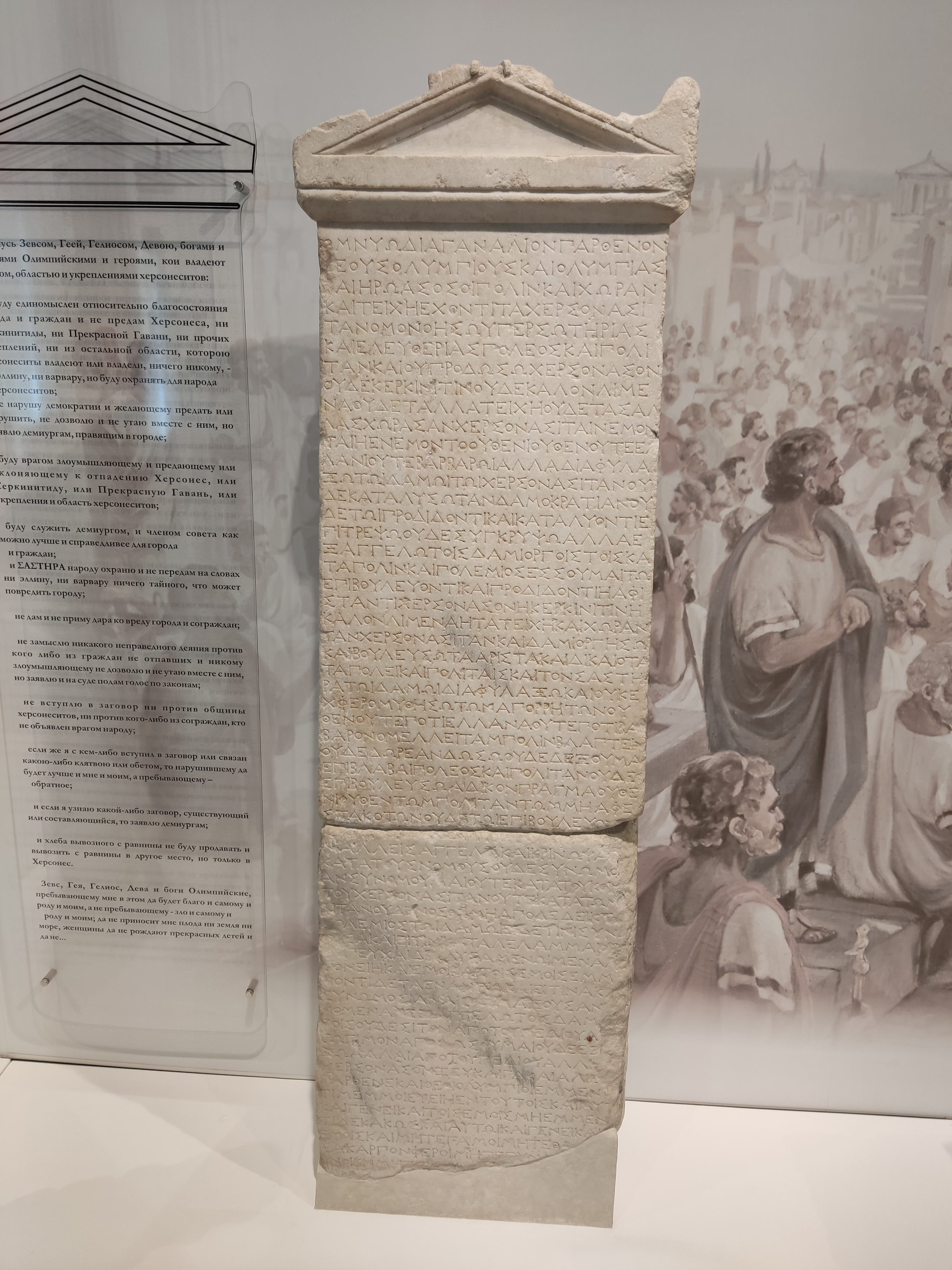
Присяга граждан Херсонеса
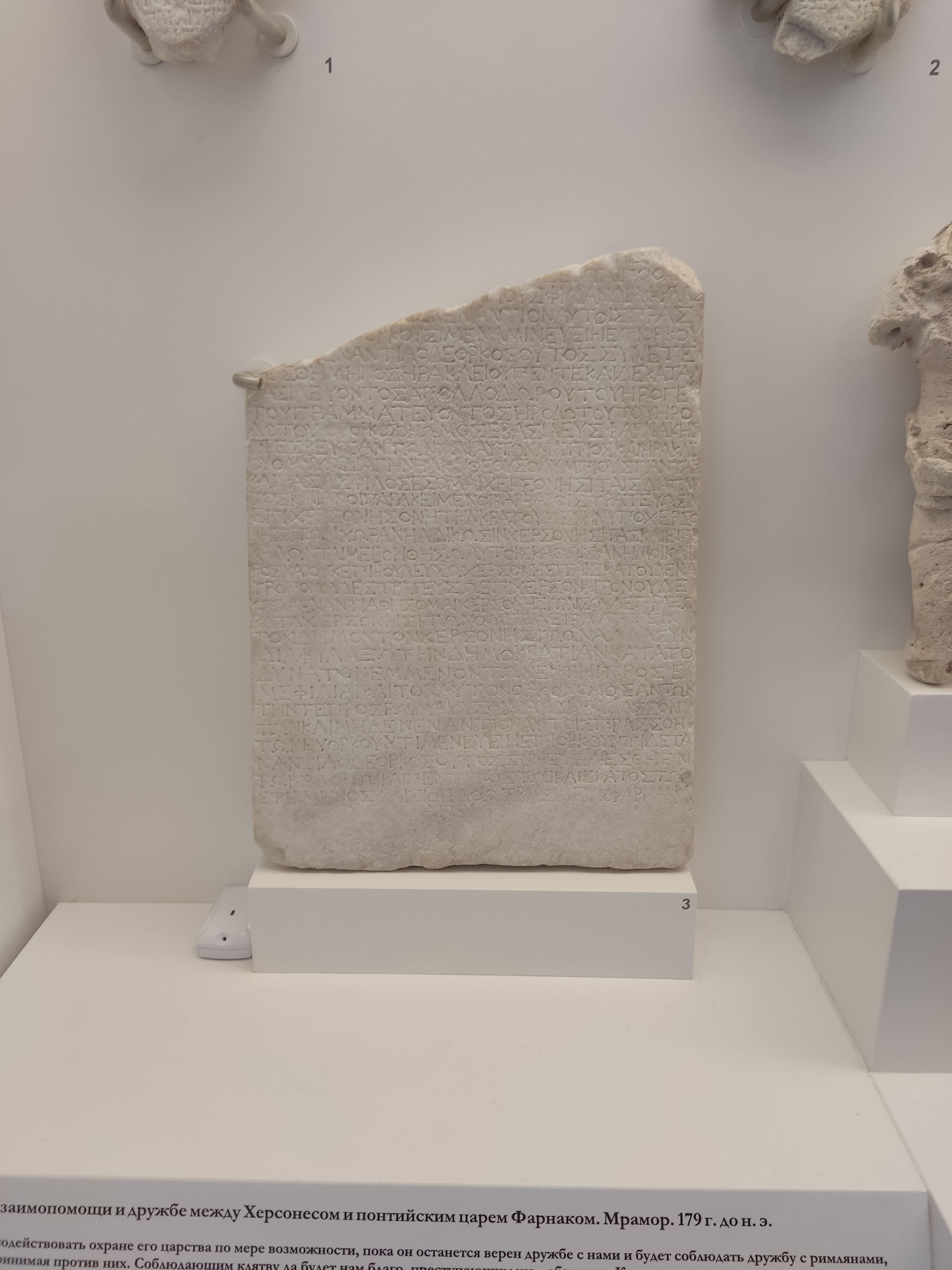
Договор о дружбе между Херсонесом и царём Фарнаком
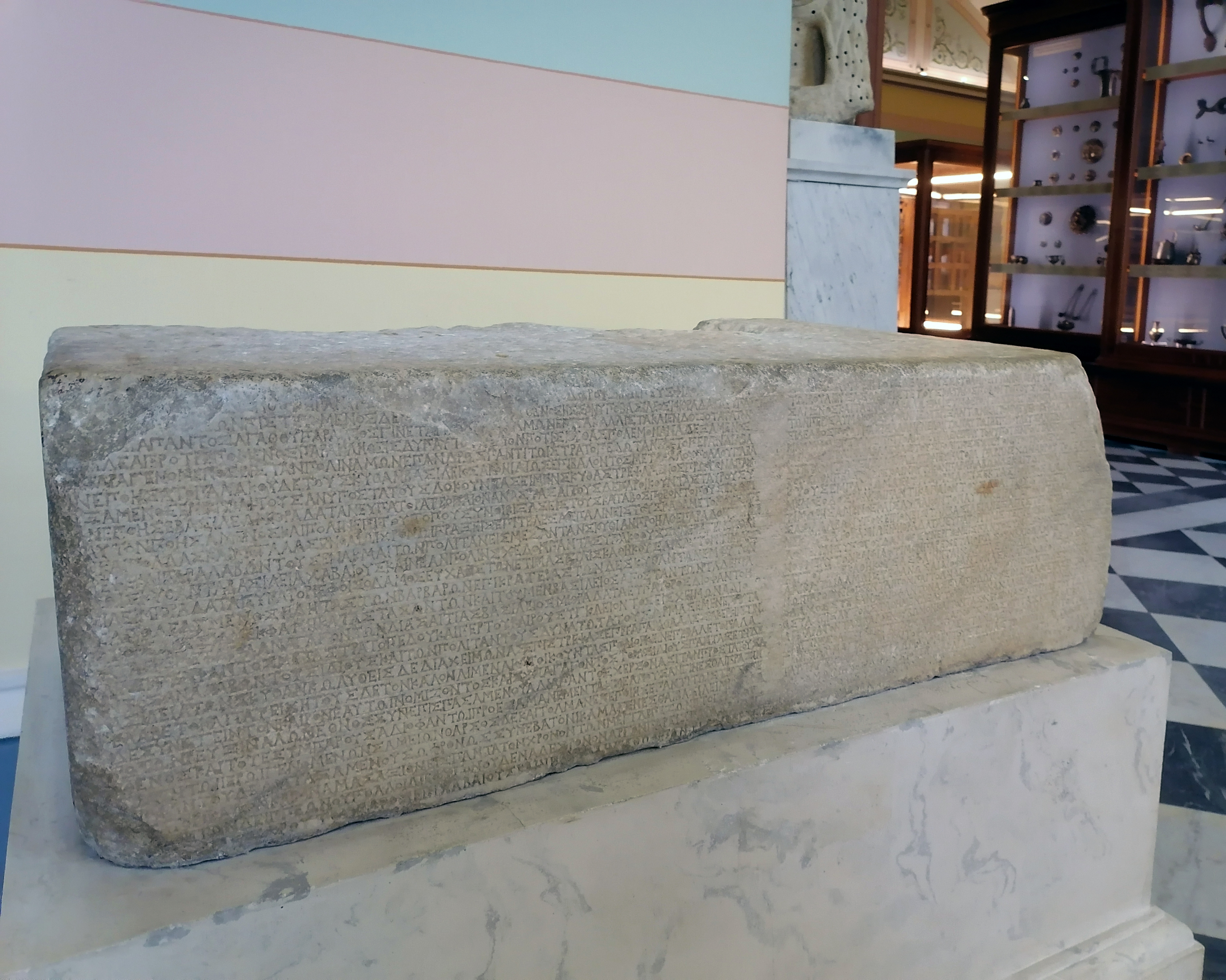
Основание статуи Диофанта. Мрамор. Конец II в. до н. э. Херсонес. Государственный Эрмитаж, инв. № Х. 1878.1
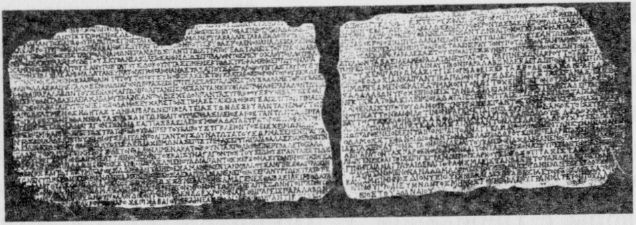
Почетный декрет в честь Диофанта, полководца понтийского царя Митридата VI
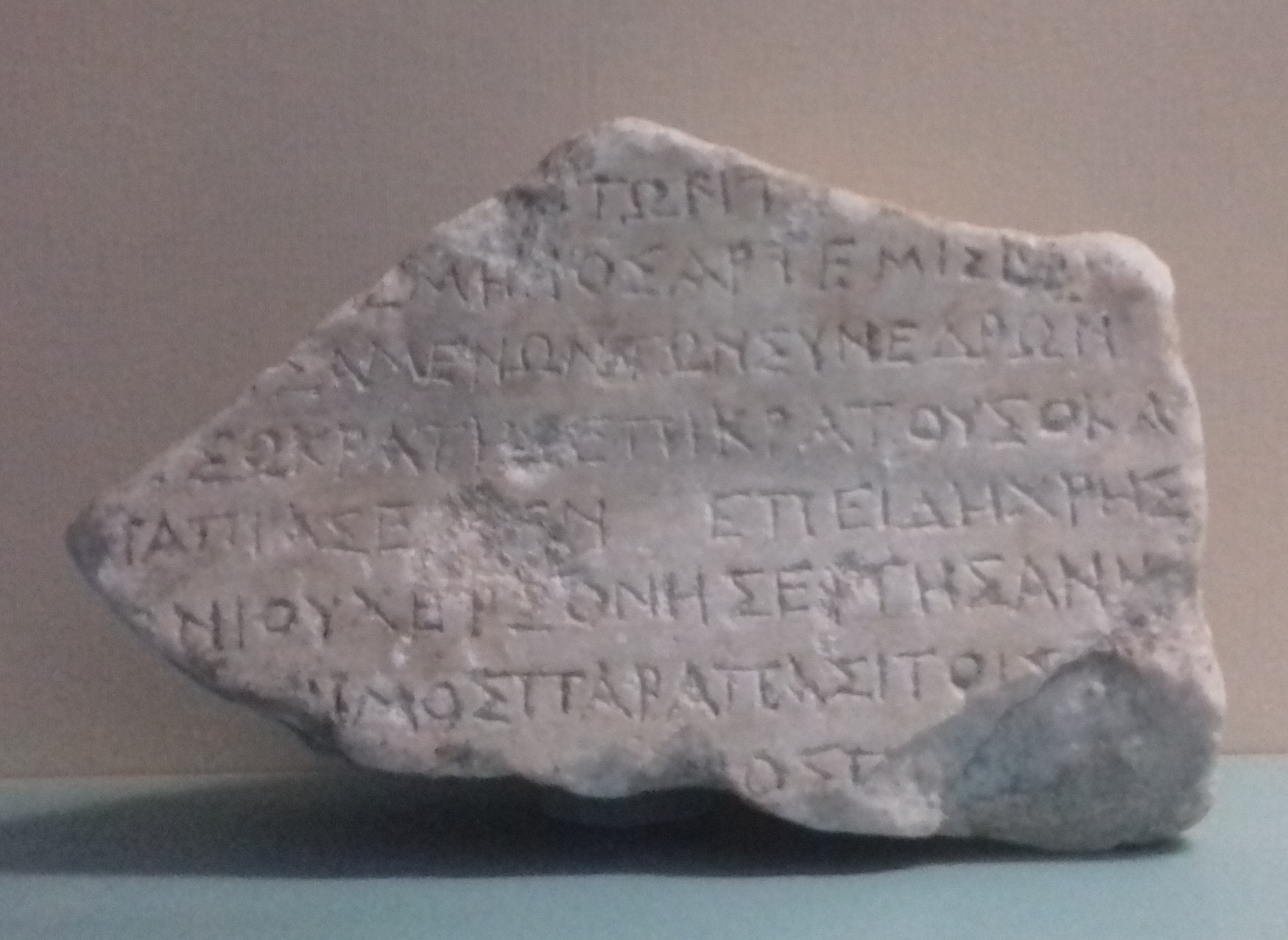
Фрагмент декрета о предоставлении Хресту, гражданину Херсонеса, права беспошленной торговли. Херсонес Таврический. III в/ н.э. Одесский археологический музей
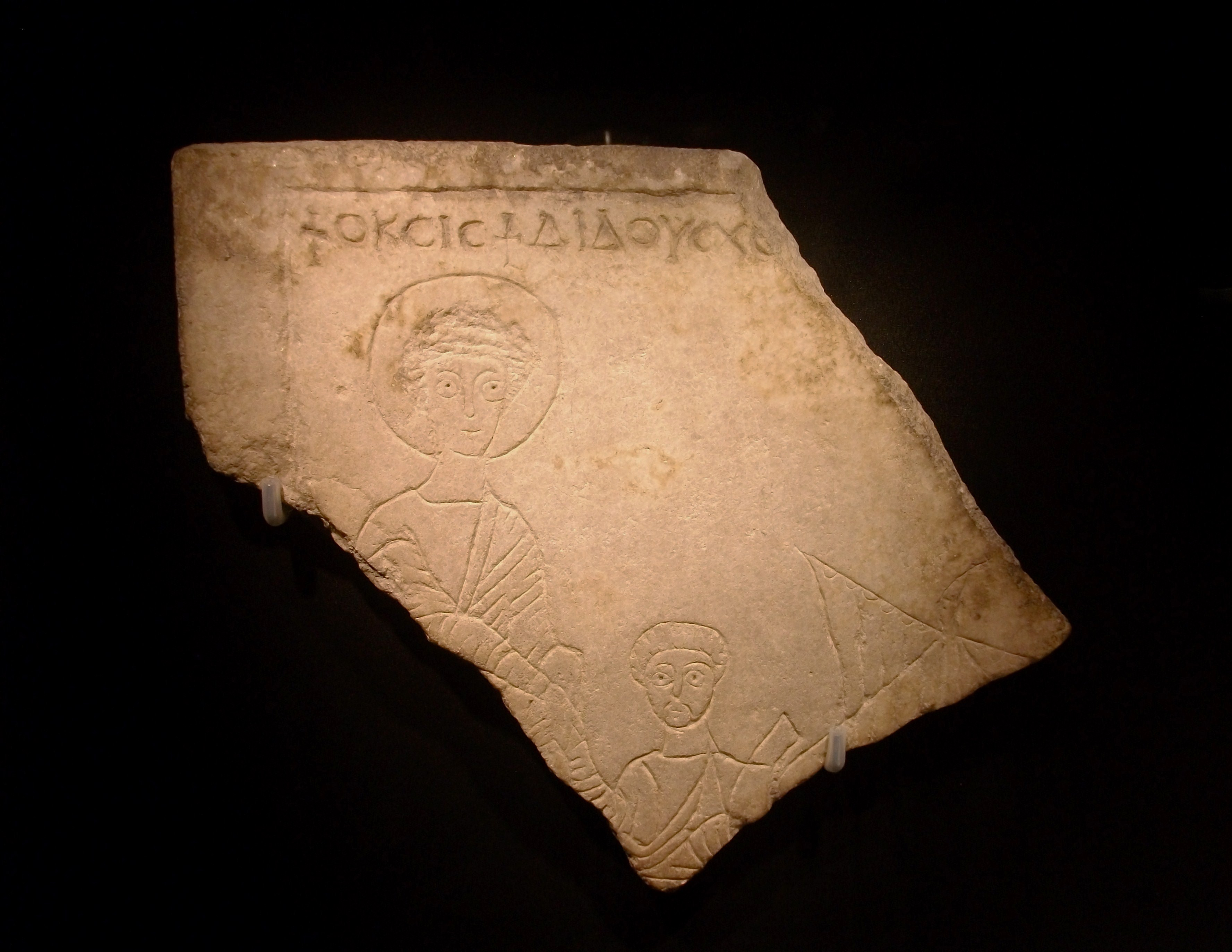
Христос, подающий руку тонущему Петру, Белый мрамор. Кон. IV–V вв. Некрополь у Карантинной бухты, склеп № 784, раскопки К. К. Косцюшко-Валюжинича. Государственный Эрмитаж, Х.237.'

- Декрет в честь Диофанта
- Договор с царем Фарнаком I
- Фрагмент декрета о крепости Напит
- Надпись об увольнении Калос Лимена
- Список победителей в соревнованиях
- Проксения обращается к синопейцу
- Проксения обращается к посла Митридата Евпатору
- Декрет в честь историка Сириска
- Постамент статуи Аристон
- Декрет в честь послов Гераклеи
- Надпись о сборе налогов
- Декрет в честь Гая Сатир
- Посвящение богини Немесиде
- Декрет в честь императора Марка Аврелия
- Надпись в честь императора Зенона
- Надпись о сооружении городских ворот

### Эпитафии
- Стихотворная эпитафия на стеле Ксанфа
- Надпись на стеле врача
- Стихотворная эпитафия Ойнанфи